# Cangrejo a la pimienta negra

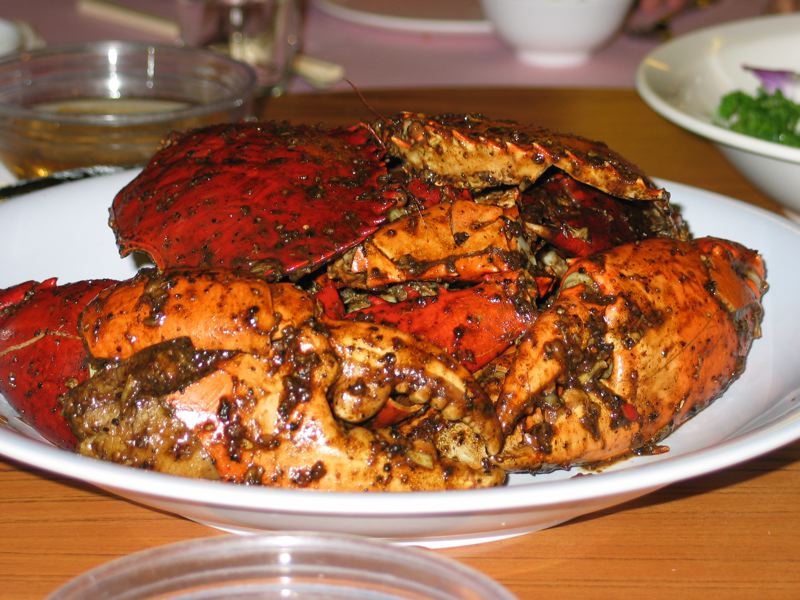
Cangrejo a la pimienta negra.

El cangrejo a la pimienta negra es una de las dos formas populares (la otra es el chili de cangrejo) de servir el cangrejo en Singapur. El plato consiste en cangrejos de concha dura cocinados en un gravy espeso hecho con pimienta negra. Su creación se atribuye al Long Beach Seafood Restaurant in 1959.